# Eatonville (Washington)
Eatonville és una població dels Estats Units a l'estat de Washington. Segons el cens del 2000 tenia 2.012 habitants.

## Demografia
Segons el cens del 2000, Eatonville tenia 2.012 habitants, 748 habitatges, i 542 famílies. La densitat de població era de 454,3 habitants per km².
Dels 748 habitatges en un 38,9% hi vivien nens de menys de 18 anys, en un 56,8% hi vivien parelles casades, en un 11,8% dones solteres, i en un 27,5% no eren unitats familiars. En el 22,7% dels habitatges hi vivien persones soles l'11,2% de les quals corresponia a persones de 65 anys o més que vivien soles. El nombre mitjà de persones vivint en cada habitatge era de 2,69 i el nombre mitjà de persones que vivien en cada família era de 3,16.
Per edats la població es repartia de la següent manera: un 31,4% tenia menys de 18 anys, un 8% entre 18 i 24, un 27,8% entre 25 i 44, un 20,5% de 45 a 60 i un 12,4% 65 anys o més.
L'edat mediana era de 34 anys. Per cada 100 dones de 18 o més anys hi havia 89 homes.
La renda mediana per habitatge era de 43.681 $ i la renda mediana per família de 50.733 $. Els homes tenien una renda mediana de 41.950 $ mentre que les dones 25.380 $. La renda per capita de la població era de 19.513 $. Aproximadament l'11% de les famílies i l'11,8% de la població estaven per davall del llindar de pobresa.

## Poblacions més properes
El següent diagrama mostra les poblacions més properes.